# Vasksjön, Dalarna
Vasksjön är en sjö i Smedjebackens kommun i Dalarna och ingår i Norrströms huvudavrinningsområde.